# 장현순
장현순(張賢順)은 대한민국 KBS부산방송총국의 아나운서이다. 후배 작가 갈굼 논란이 있다.

## 전공
- 일어일문학 전공

## 경력
- 1985년 ~ : KBS 부산방송총국 15기 공채 아나운서

## 진행 프로그램
- KBS 부산FM 장현순의 뮤직데이트 제작/진행
- KBS 제1라디오 정오종합뉴스 부산

## 과거 진행 프로그램
- KBS 930 뉴스 부산
- KBS 뉴스 9 부산
- KBS부산제1라디오 부산전망대 (2008년 7월 28일 ~ 2008년 8월 1일) 김평래 아나운서의 휴가 관계로 임시 진행
- KBS부산제1라디오 문화살롱
- KBS부산제2라디오 즐거운 저녁길 주선태, 장현순입니다